# Diaphus knappi
Diaphus knappi és una espècie de peix de la família dels mictòfids i de l'ordre dels mictofiformes.

## Morfologia
- Els mascles poden assolir 17,3 cm de longitud total.[3]

## Hàbitat
És un peix marí i d'aigües tropicals que viu entre 122-664 m de fondària.

## Distribució geogràfica
Es troba al sud-oest de Madagascar, el sud-est de Zanzíbar, Taiwan, davant les costes de Tahití i el Pacífic sud.